# Нарышкин, Константин Павлович

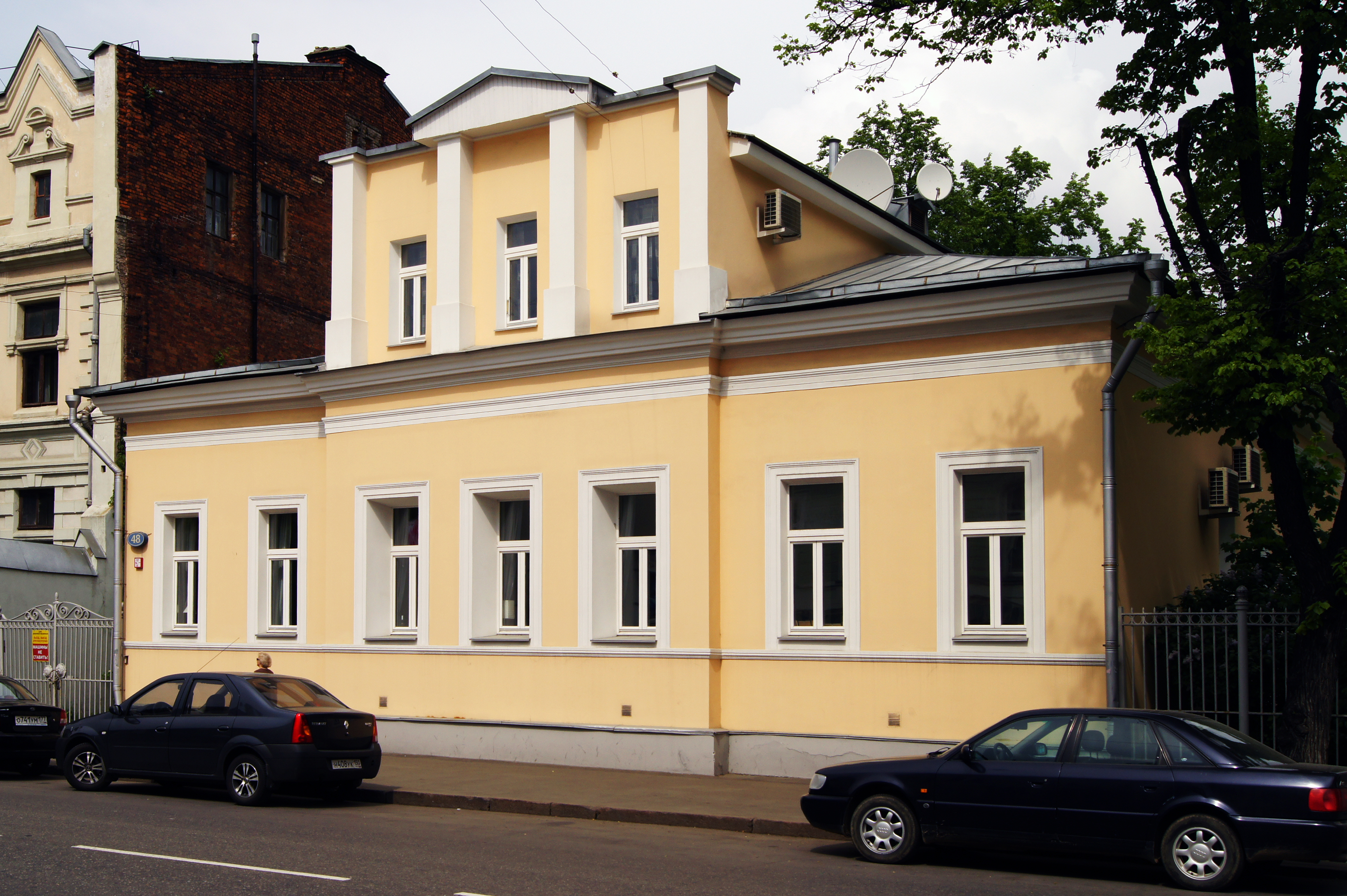
Перестроенный московский дом Нарышкина на ул. Поварской, д.48

Константин Павлович Нарышкин (13 сентября 1806—30 декабря 1880) — почётный опекун, действительный статский советник, камергер из рода Нарышкиных.
Потомок первого коменданта Санкт-Петербурга, К. А. Нарышкина.
Сын действительного камергера Павла Петровича Нарышкина (1768—1841) от его брака с Анной Дмитриевной Нарышкиной (1774—1848). По матери был двоюродным братом княгини З. И. Юсуповой, по отцу — декабриста М. М. Нарышкина.
Получил домашнее образование. Службу начал в марте 1817 года в канцелярии министра финансов с чином губернского регистратора, откуда был уволен в 1820 году по прошению. С 1825 года состоял коллежским регистратором в Московской экспедиции кремлёвского строения. В 1828 году произведён в губернские секретари. 28 августа 1832 года был определён в число чиновников при московском военном генерал-губернаторе князе Д. В. Голицыне. В 1835 году произведён в коллежские секретари.
Занимался оценкой зданий в Москве, в 1839 году собирал сведения по предмету устройства Тверской ямской слободы. В 1839 году произведён в титулярные советники, в 1841 года в камер-юнкеры. В 1843 году определён чиновником особых поручений в Дирекцию императорских театров, с 1844 года коллежский асессор. В 1848 году был переведён почётным смотрителем Клинского уездного училища. С 1850 года надворный советник, с 1855 года почётный директор клинских богоугодных заведений. В 1856 году за выслугу лет произведён в коллежские советники.
Состоял членом Попечительского совета заведений общественного призрения в Москве и попечителем Преображенской больницы. В 1860 году был награждён орденом св. Станислава 2-й степени. В 1859 году исправлял должность попечителя Сиротского дома. 25 февраля 1861 года был произведён в статские советники, 1 июня 1861 года пожалован в звание камергера.
Будучи человеком очень богатым, Нарышкин жил открыто и вращался в литературных кругах. В своем доме в Москве на ул. Поварской, д.48 давал балы и вечера. Был знаком с А. С. Пушкиным. В январе 1831 года присутствовал с поэтом и А. Я. Булгаковым в Английском клубе. Во время одного из своих заграничных путешествий подружился с И. С. Тургеневым и Дюма-отцом. Когда в 1858 году Дюма посетил Москву, то бывал у Нарышкина, а также у его старшего брата Дмитрия Павловича на даче в Петровском парке. Дюма отзывался о «царственном гостеприимстве», оказанном ему. Имя Нарышкина упоминается в дневнике Л. Н. Толстого.
Скончался в декабре 1880 года и был похоронен в Спасо-Андрониевском монастыре в Москве.

## Семья

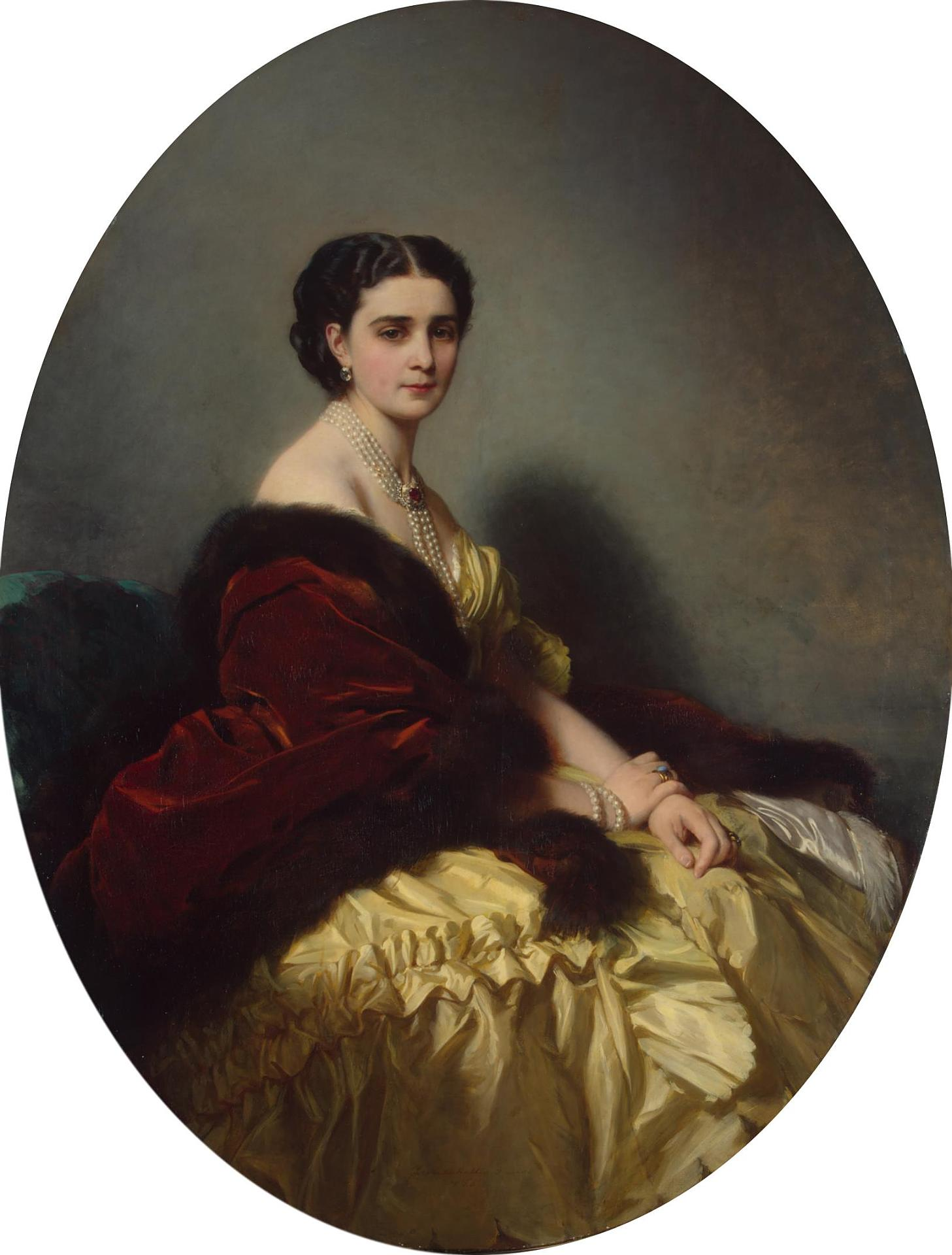
Софья Петровна Нарышкина. Художник Ф. Винтерхальтер (1859)

В течение нескольких лет Нарышкин состоял в связи с известной московской красавицей Марией Антоновной Ушаковой, урож. Тарбеевой (1802—1870), вдовой генерал-майора П. С. Ушакова. Он открыто содержал её на глазах у всей Москвы и имел от неё внебрачного сына.
- Павел Константинович (1841—19 ?), воспитывался отцом и мачехой, которая приходилась ему сестрой. По окончании курса в Московском университете поступил в июле 1862 года фейерверкером в Конную батарею. В 1863 году произведён в прапорщики и прикомандирован к Кавалергардскому полку. Уволен по болезни в отставку в январе 1865 года подпоручиком. Выйдя в отставку, прожил за границею более 20 лет и во время Парижской осады 1870 года находился в армии Дюкро. В 1891 году состоял на службе при великом князе Михаиле Николаевиче, в качестве чиновника по особым поручениям. Был женат на Зинаиде Константиновне Губиной, дочери владельца Сергинско-Уфалейских горных заводов К. М. Губина (1785—1848) и падчерице П. П. Ушакова, родного брата Нарышкина. В браке имели сына Константина (04.03.1877, Флоренция—29.08.1878) и двух дочерей, Марию (1865— ?), замужем (с 9 апреля 1890; Флоренция)[5] за графом Фильбертом Ольжиати (1861— ?), и Елену (15.11.1879, Флоренция— ?)[6].

В конце 1840-х годов Нарышкин женился на дочери своей любовницы, Софье Петровне Ушаковой (22.01.1823—06.03.1877). Столь странная свадьба удивила всё общество. Благодаря протекции генерала Закревского и большому состоянию мужа была самой модной московской дамой и задавала блестящие балы. По отзывам современников, госпожа Нарышкина блистала в свете своей красотой, но никак не умом и приятностью характера. Она очень круто обходилась со своим мужем и имела злой нрав. Известный в столице парикмахер говорил о ней: «Когда я её причесываю, она втыкает шпильки в руки своих горничных, будто это подушечки для булавок! Знаете, это очень злая дама». С конца 1850-х годов почти постоянно проживала в Париже, где слыла за интересную и веселую особу. Умерла в Москве от чахотки, похоронена на кладбище Андроникова монастыря. В браке имели детей:
- Пётр Константинович (19.05.1849—23.05.1849)
- Сергей Константинович (1851—1897), умер в Париже.
- Дмитрий Константинович (1853—1918), гвардии штабс-капитан, с 1893 года новоладожский предводитель дворянства. Любитель охоты на лосей, автор нескольких работ посвященных ей. Был женат на графине Елене Константиновне Толь.
- Николай Константинович (1859—1861)
- Мария Константиновна (1861—1929), фрейлина, с 1888 года замужем за князем П. С. Оболенским-Нелединским-Мелецким (1850—1913), разведены в 1897 году. Во втором браке за генерал-майором Александром Максимовичем Рейтерном (1849—1915). Умерла в Париже.

## Имения
- Половнево (Рязанская область)